# 파의 전파
파의 전파(Wave propagation), 혹은 파의 진행이란 파동이 어떠한 방식으로든 이동하는 것을 의미한다. 단일파의 전파는 2차 파동 방정식(정상파의 경우) 1차 일방 파동 방정식으로 서술할 수 있다. 전파 방향과 진동 방향 사이의 관계에 따라 파동을 종파와 횡파로 구분할 수 있다.
전자파는 특정 매질 속 외에도 진공 중에서도 전파할 수 있다. 하지만 음파와 같은 다른 유형의 파동의 경우 오직 특정한 매질을 통해서만 전파될 수 있다.

## 반공간에서 평면파의 전파와 반사

균일한 반공간에서 SV파가 전파되는 모습.(수평변위장의 경우)

균일한 반공간에서 SV파가 전파되는 모습.(수직변위장의 경우)

압력파(P파 등)와 전단파(S파 혹은 SH파 등)와 같은 평면파의 전파와 반사는 고전적인 지진학 분야에서 처음 특성화된 현상으로, 현대에서는 지진을 일으키는 단층 투영에 있어 가장 기본적인 개념으로 여겨진다. 이 문제에 대해서는 분석적인 해결법이 존재하며 잘 알려져 있다. 먼저 변위장의 헬름홀츠 분해를 구한 후, 이를 파동 방정식에 대입하여 주파수 영역에서의 해를 구할 수 있다. 여기서 평면파의 고유모드를 구할 수 있다.

### SV파 전파
반공간에서 SV파의 전파를 해석하면 평면 SV파가 특수한 경우를 제외하고 P와 SV파로 다시 반사되는 형태이다. 반사된 SV파의 각도는 입사파의 각도와 동일하지만 반사된 P파의 각도는 SV파의 각도보다 더 크다. 동일한 파동 주파수의 경우 SV파의 파장은 P파의 파장보다 작다.

### P파 전파
P파가 입사될 경우 경우 SV파와 비슷하게 P파와 SV파로 각각 반사된다. 하지만 반사가 이루어지지 않는 특수한 경우가 존재한다.

## 파의 속력
파가 전파될 때 그 속도는 다양한 방법으로 정의할 수 있으며, 파의 위상과 에너지, 정보 등을 고려할 때 다양한 속도가 나올 수 있다. 대표적인 파의 속력인 파의 위상속도는 아래와 같다.
{\displaystyle v_{\rm {p}}={\frac {\omega }{k}},}
여기서,
- vp는 위상속도이다. (m/s)
- ω는 각진동수이다. (rad/s)
- k는 파수이다. (rad/m)

위상속도는 파동에서 일정한 위상 내의 한 지점이 이산적인 주파수에 대해 이동하는 속도를 의미한다. 각진동수 ω는 파수 k와 독립적으로 선택할 수 없으며, 아래의 분산 관계로 연관되어 있다.
{\displaystyle \omega =\Omega (k).}
특수한 경우인 Ω(k) = ck에서 c가 상수인 경우 모든 주파수에서 동일한 위상속도 c로 이동하기 때문에 이를 비분산파라고 한다. 대표적으로 진공에서 전파되는 전자기파가 비분산파이다. 하지만 각진동수와 파수가 이와 다른 분산 관계일 경우 이를 분산파라고 한다. 분산파는 파동이 전파되는 매질과 파동의 종류에 따라 전파 속도가 달라지는 파로 음파나 파도 등이 이에 속한다.
좁은 주파수 범위 내의 확률파동이 이동하는 속도를 군속도라고 하며 군속도는 아래와 같이 분산 관계식의 그레디언트로 정의된다.
{\displaystyle v_{\rm {g}}={\frac {\partial \omega }{\partial k}}}
거의 모든 경우 파동은 주로 매질을 통한 에너지의 움직임으로 나타난다. 대부분 군속도는 에너지가 이 매질을 통해 이동하는 속도를 의미한다.

## 같이 보기
- 흡광
- 회절

## 참고 문헌
- Crawford jr.,  Frank S. (1968).  Waves (Berkeley Physics Course, Vol. 3), McGraw-Hill,  ISBN 978-0070048607 Free online version
- A. E. H. Love (1944). 《A Treatise on The Mathematical Theory of Elasticity》. New York: Dover.
- E.W. Weisstein. “Wave velocity”. 《ScienceWorld》. 2009년 5월 30일에 확인함.